# Be-4 (航空機)
ベリエフ Be-4
巡洋艦モロトフ艦上のベリエフ Be 4
- 用途：偵察機
- 分類：飛行艇
- 設計者：ベリエフ設計局
- 製造者：
- 運用者：ソ連海軍飛行隊
- 初飛行：1940年10月21日
- 生産数：約47機
- 運用開始：1942年

ベリエフ Be-4（Beriev Be-4、元々の名称はKOR-2）は、第二次世界大戦中にソビエト海軍の艦船から運用するために製造された偵察用飛行艇である。

## 設計と開発
ベリエフ設計局は1939年に運用上で数多くの問題を抱えていたKOR-1の後継となる機体の発注を受けた。設計局内でKOR-2と命名されたこの新型機は1940年10月21日にタガンログのベリエフ工場で初飛行を行った。
Be-4は若干の逆ガルウィング状を帯びた主翼をパラソル配置にした流麗な機体で、ナセルで覆われた星型エンジンを胴体の上に搭載していた。
試験が行われていた1941年1月にBe-4と命名された機体をモスクワ近郊の工場で量産するようにとの命令が発せられた。しかし第二次世界大戦の勃発により2機が完成しただけであった。この工場は解体されオムスク、その後クラスノヤルスクへ移転され、1943年5月から1945年の終わりまで生産された。最終的に合計47機が完成した。

## 運用の歴史
Be-4は1942年から黒海艦隊で運用されるために配備され、沿岸哨戒、対潜戦、輸送任務に使用された。またマクシム・ゴーリキーやキーロフといった巡洋艦にも搭載された。

## 運用
ソビエト連邦
- ソ連海軍飛行隊

## 要目
出典: 
諸元
- 乗員: 3
- 全長: 10.50 m （34 ft 5 in）
- 全高: 4.05 m （13 ft 3 in）
- 翼幅: 12.00 m（39 ft 4 in）
- 翼面積: 25.5 m2 （274 ft2）
- 空虚重量: 2,082 kg （4,590 lb）
- 運用時重量: 2,760 kg （6,085 lb）
- 動力: シュベツォフ ASh-62 空冷 9気筒 星型エンジン、746 kW （1,000 hp）   × 1

性能
- 最大速度: 356 km/h  221 mph
- 航続距離: 1,150 km  716 mi
- 実用上昇限度: 8,100 m （26,575 ft）

武装
- 固定武装: 1 x 7.62 mm ShKAS 機関銃（前方固定）
1 x 7.62 mm ShKAS 機関銃（偵察員席）
- 爆弾: 400 kg (880 lb)の爆弾、又は爆雷